# Massaker von Be’eri

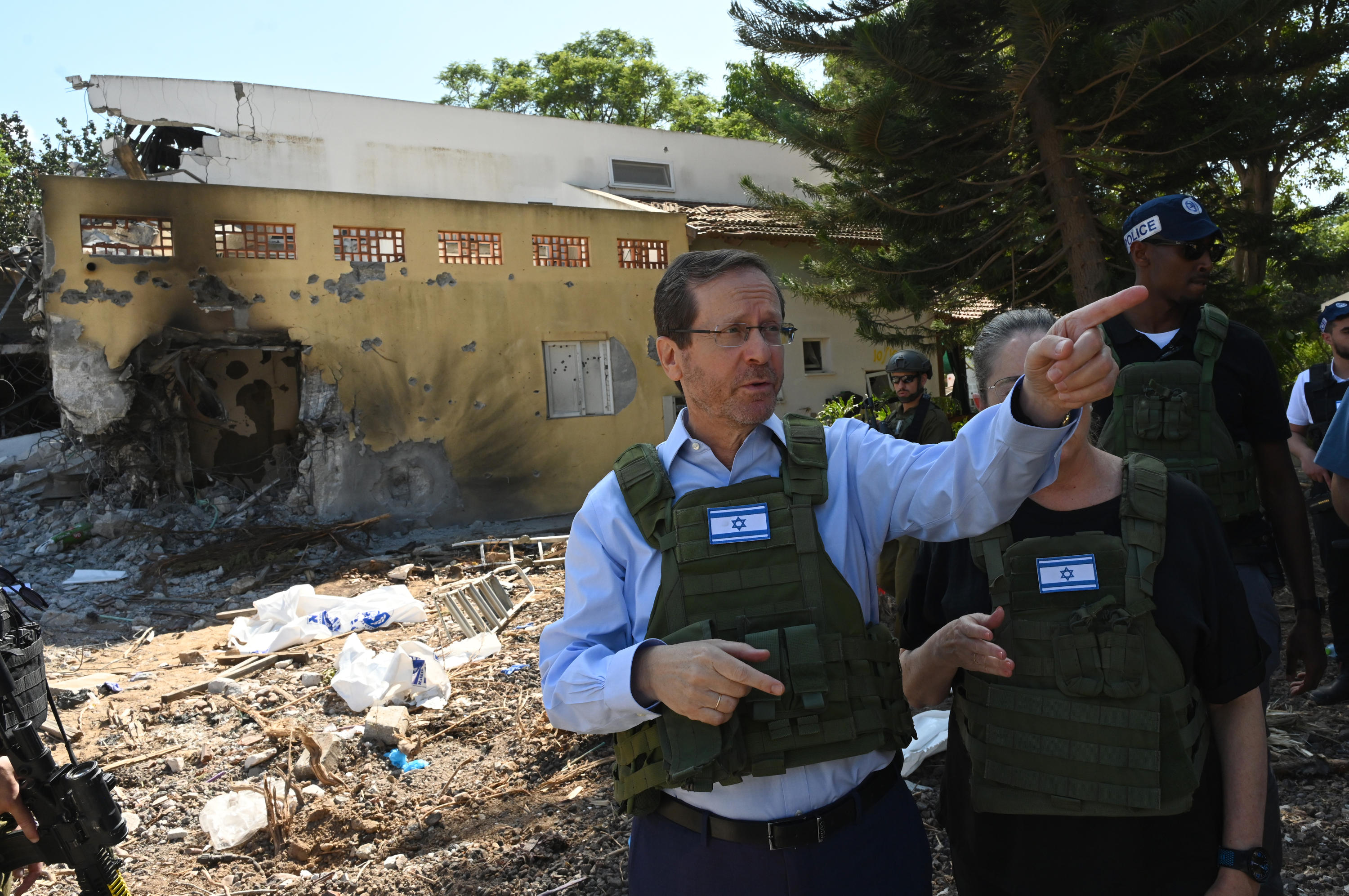
Israels Staatspräsident Jitzchak Herzog besuchte am 15. Oktober 2023 den Kibbuz Beʾeri

Das Massaker von Beʾeri ereignete sich während des Terrorangriffs der Hamas auf Israel am 7. Oktober 2023 im grenznahen Kibbuz Beʾeri in Israels Südbezirk. Terroristen der Hamas und verbündeter Terrorgruppen waren nach Durchbrechen der Sperranlagen um den Gazastreifen in die Siedlung eingedrungen und töteten 132 Menschen, darunter 101 Zivilisten und 31 Sicherheitskräfte. Zu den Ermordeten gehörten auch Frauen und Kinder, wobei Gewaltexzesse mit Brandstiftungen, Geiselnahmen, Folterungen, Verstümmelungen und Vergewaltigungen begangen wurden. 30 Bewohner aus Beʾeri und zwei weitere Zivilisten wurden aus dem Kibbuz in den Gazastreifen entführt, wovon einige bereits im Zuge ihrer Verschleppung tot waren oder während ihrer Geiselhaft ums Leben kamen oder ermordet wurden. Die lebenden Geiseln wurden im Zuge zweier Waffenstillstände im November 2023 und Februar 2025 freigelassen, als letzter davon am 22. Februar 2025 der israelisch-österreichische Doppelstaatsbürger Tal Shoham.
Nach Behördenangaben wurden mindestens 125 Gebäude in Beʾeri zerstört oder schwer beschädigt. Die israelischen Verteidigungsstreitkräfte (IDF) konnten erst nach stundenlangen Kämpfen in den Kibbuz eindringen und benötigten bis zum 11. Oktober, um Beʾeri und das nähere Umland vollständig zu sichern.

## Lage und Beschreibung
Der bereits 1946 gegründete Kibbuz Beʾeri war zum Zeitpunkt des Angriffs die größte Siedlung der Regionalverwaltung Eschkol in Israels Südbezirk, hatte 1108 Bewohner und ist überregional für die Druckerei Beʾeri Printers, in welcher unter anderem alle Führerscheine Israels hergestellt werden und welche die Haupteinnahmequelle des Kibbuz bildet, sowie eine aufstrebende Kulturszene bekannt.
Der Kibbuz, der nur rund fünf Kilometer von der Ostgrenze des Gazastreifens entfernt liegt, feierte in der Nacht vor dem Anschlag sein 77-jähriges Bestehen.

## Terrorangriff der Hamas

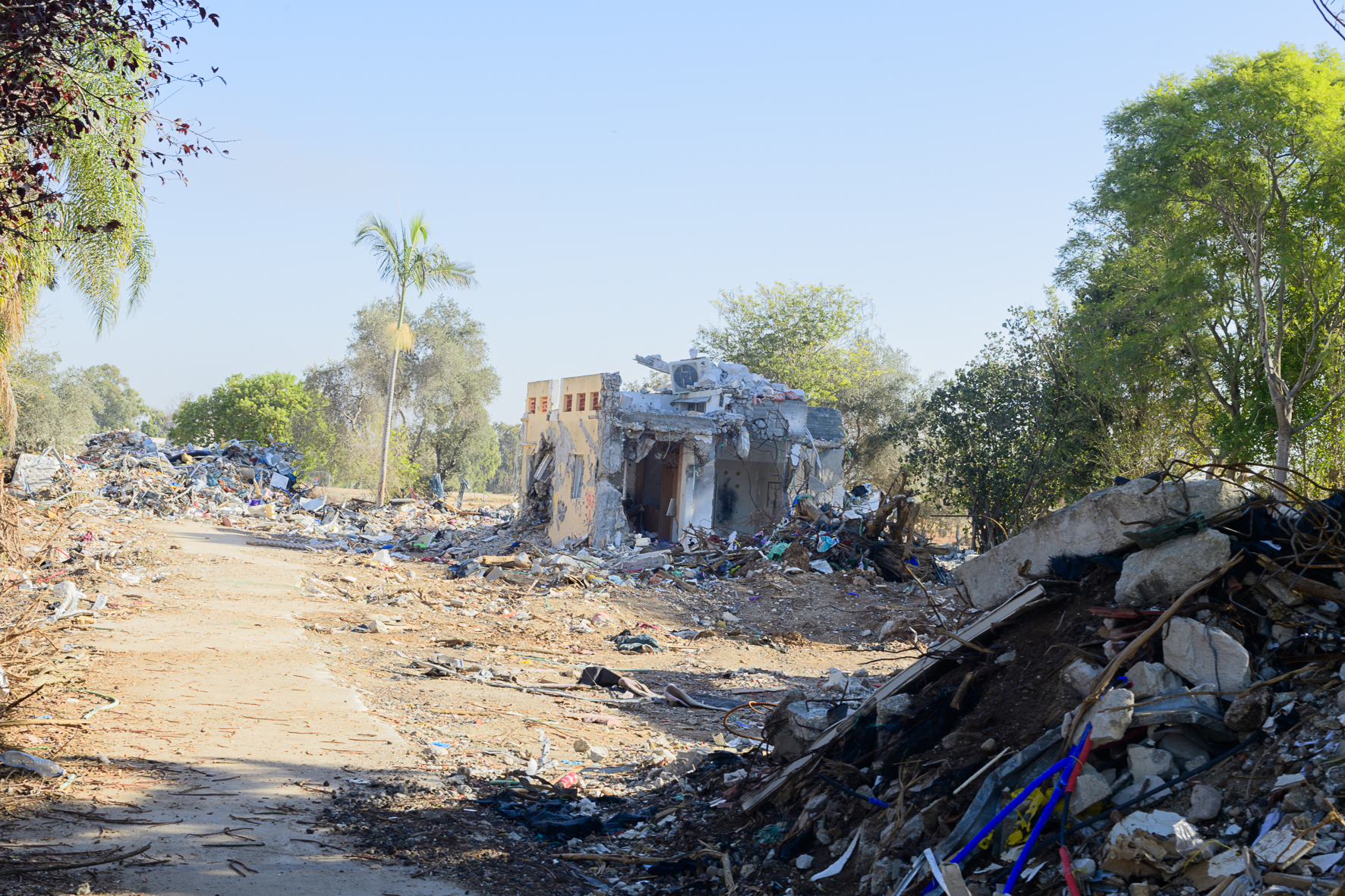
Verwüsterer Straßenzug in Beʾeri

Am 7. Oktober gegen 06:30 Uhr Ortszeit waren im Kibbuz Explosionen von Raketen des israelischen Luftverteidigungssystems Iron Dome zu hören, während die Bewohner und Bewohnerinnen wenige Minuten später durch die automatische Textnachricht Tzeva Adom per Mobiler App vor Raketenangriffen aus dem Gazastreifen gewarnt wurden. Die Menschen, für die ein solcher Alarm im Grenzgebiet zu Gaza nichts Außergewöhnliches darstellte, begaben sich teilweise in die zu diesen Zwecken errichteten Schutzräume (Merchav Muggan) ihrer Häuser. Etwa zeitgleich durchbrachen erste Hamas-Terroristen im Schutze des Raketenbeschusses die Grenzbarriere und attackierten den Militärposten Paga vor dem Kibbuz, der in der israelischen Armee auch als „Beʾeri-Außenposten“ bekannt ist. Während einer der beiden Panzer des Postens durch Beschuss der Hamas außer Gefecht gesetzt, seine Besatzungsmitglieder getötet und ihre Leichen entführt wurden, manövrierte der zweite Panzer nach Norden, erlitt jedoch auch Treffer, und seine Besatzungsmitglieder, abgesehen vom Fahrer, wurden ebenfalls getötet. Der Fahrer fuhr mit dem Panzer weiter zum Nova-Musikfestival in der Nähe der Gemeinde Reʿim, um dort Terroristen anzugreifen, die ein Massaker an Partygästen verübten. Bei der Einnahme des Außenpostens Paga durch die Terroristen wurden 14 israelische Soldaten getötet. Andere in der Gegend stationierte Truppen wurden nach Nachal Oz abgezogen, wo ebenfalls ein Massaker stattfand.
Hamas-Terroristen der 2. Kompanie des Nuseirat-Bataillons erreichten Beʾeri zwischen 6:42 Uhr und 7:20 Uhr, wobei erste Terroristen von einer Überwachungskamera an der Hauptzufahrt im Nordosten des Kibbuz erfasst wurden, denen es gelang, in das Kontrollhaus einzudringen und das Haupttor zu öffnen. Drei Jugendliche, die dem Terrorangriff auf das Nova-Musikfestival entflohen waren und in Beʾeri Schutz suchen wollten, trafen Augenblicke später in einem Auto am Tor des Kibbuz ein und wurden von Hamas-Terroristen in ihrem Fahrzeug erschossen. Diese Szene, festgehalten von Überwachungskameras im Zufahrtsbereich, wurde später von internationalen Medien verbreitet.
Die Sicherheitsverantwortliche und Leiterin der Gesundheitsdienste des Kibbuz, Racheli Benakot, verständigte die Bereitschaftseinheit (hebräisch כִּתַּת כּוֹנְנוּת kittat kōnenūt, deutsch ‚Bereitschaftszug‘) von Beʾeri, deren Aufgabe im Angriffsfall darin besteht, den Kibbuz bis zum Eintreffen der IDF zu verteidigen. Zudem wurde über die Smartphone-App des Kibbuz Infiltrationsalarm ausgelöst. Zum Zeitpunkt des Angriffs befanden sich in Beʾeri lediglich 13 Mitglieder der örtlichen Bereitschaftseinheit und einige bewaffnete Zivilisten. Arik Kraunik, der Leiter der Bereitschaftseinheit von Beʾeri, entdeckte die ersten Hamas-Terroristen auf Motorrädern, die in Richtung des Kibbuz unterwegs waren, und benachrichtigte ebenfalls die Armee und die Einwohner. Er forderte auch die Mitglieder der Bereitschaftseinheit auf, sich bei der Waffenkammer zu treffen, wo die Sturmgewehre des Kibbuz eingeschlossen waren. Kraunik hatte die Schlüssel, wurde jedoch in der Nähe des Haupteinganges des Kibbuz von zwei Terroristen bei einem Schusswechsel getötet. Zur gleichen Zeit machte sich Ilan Weiss, der Stellvertreter der Bereitschaftseinheit, der auf der Westseite des Kibbuz lebte und ebenfalls einen Schlüssel besaß, von seinem Haus auf den Weg zur Waffenkammer. Er wurde jedoch ebenfalls von Terroristen getötet und seine Leiche nach Gaza verschleppt. Damit konnten sich die übrigen Mitglieder der Bereitschaftseinheit nicht mehr ausreichend bewaffnen und blieben mit ihren persönlichen Waffen zurück. Die beiden Terroristen, die Kraunik am Haupteingang getötet hatten, marschierten weiter in das Innere der Gemeinde und töteten Zivilisten und Mitglieder der Bereitschaftseinheit, als sie in den nordwestlichen Teil Beʾeris vordrangen, wo die Hamas mit einer Planierraupe den Zaun des Kibbuz durchbrochen und Dutzenden weiteren Terroristen den Zutritt ermöglicht hatten. Die 1. und 3. Kompanie des Nuseirat-Bataillons der Hamas machten sich unterdessen zunächst auf den Weg zum Musikfestival Nova, wo sie Hunderte von Partygästen ermordeten. Mehrere Mitglieder der Bereitschaftseinheit des Kibbuz zogen sich zur Zahnarztpraxis des Kibbuz, wo Verletzte des Angriffs behandelt wurden, zurück und leisteten von dort aus heftigen Widerstand.
Gegen 7:27 Uhr betrat eine Gruppe von fünf Polizisten den Kibbuz, kehrte aber um, als sie Schüsse hörten, und wurde an diesem Tag nicht mehr gesehen, wie aus Aufnahmen einer Überwachungskamera und der Aussage eines Anwohners hervorgeht. Die Ermittlungen konnten nicht feststellen, wohin die Polizisten gingen, nachdem sie Beʾeri verlassen hatten. Mehrere Mitglieder der Bereitschaftseinheit sowie bewaffnete Zivilisten unter der Leitung des Generalmajors in Ruhe, Yossi Bachar, leisteten Gegenwehr und verhinderten zunächst, dass die Terroristen ins Zentrum des Kibbuz vordrangen. Die einzige Unterstützung, welche der bedrängten Bereitschaftseinheit bis etwa 13:30 Uhr zu Hilfe kam, waren 13 Mitglieder der Eliteeinheit Schaldag, welche um 9:03 Uhr von der Luftwaffe mit Hubschraubern eingeflogen worden waren. In den folgenden Stunden gingen Dutzende Terroristen der Hamas und verbündeter Gruppen insbesondere im westlichen Teil des Kibbuz von Haus zu Haus, folterten und ermordeten die Bewohner, darunter ganze Familien, oder verschleppten sie als Geiseln in den Gazastreifen. Menschen wurden in ihren Schlafzimmern und auf Bürgersteigen erschossen. Häuser, in denen sich Bewohner in Schutzräumen verbarrikadiert hatten, wurden in Brand gesetzt oder mit Granaten angegriffen; die Bewohner verbrannten bei lebendigem Leib. Andere Menschen wurden gefesselt und hingerichtet oder verstümmelt. Ein 80-jähriger Mann berichtete seiner Tochter telefonisch, Terroristen hätten ihm die Finger seiner linken Hand abgeschnitten; er verlor kurz darauf das Bewusstsein und starb. Zudem wurden entkleidete Frauenkörper entdeckt, die offenbar Opfer von Sexualverbrechen geworden waren. Unter den Todesopfern in Beʾeri waren neun Minderjährige, darunter die 10 Monate alte Mila Cohen, die von einer durch eine geschlossene Schutzraumtür gefeuerten Kugel getroffen wurde. Ihr Vater und ihre Großmutter wurden ebenfalls ermordet, ihre Mutter und zwei Geschwister überlebten. Itzik Itah, Kommandant der zivilen Search and Rescue-Einheit ZAKA, teilte mit, dass er im Schlafzimmer eines Hauses zwei Kinder gesehen habe, deren Schädel eingeschlagen worden waren und die Messerstiche am Körper aufwiesen. Ihre Eltern seien mit ähnlichen Wunden in der Nähe gelegen. Das älteste Opfer war 88 Jahre alt. Um 12:15 Uhr trafen die beiden zusätzlichen Kompanien des Nuseirat-Bataillons der Hamas, die zuerst zur Nova-Gruppe gegangen waren, gemäß den Anweisungen der Hamas-Kommandeure in Beʾeri ein. Nach Mitteilung der israelischen Armee wurde Beʾeri von rund 340 Terroristen angegriffen, darunter waren 100–120 Mitglieder der Nuchba-Elitetruppe der Hamas, 50–70 weitere Hamas-Aktivisten, etwa 100–150 Mitglieder des Islamischen Dschihad in Palästina und anderer Terrororganisationen. Um 11:30 Uhr begannen auch palästinensische Zivilisten, in Beʾeri einzudringen und die Gemeinde zu plündern. Bis 13 Uhr wurden alle 32 Geiseln des Kibbuz von Terroristen nach Gaza gebracht, danach wurden keine weiteren Geiseln mehr genommen.
Die Zahnarztpraxis im Zentrum des Kibbuz, in der sich einige Überlebende der Bereitschaftseinheit verschanzt hatten, wurde von den Terroristen eingenommen. Dabei starben drei Mitglieder der Bereitschaftseinheit, der Arzt Daniel Levi sowie die Rettungssanitäterin Amit Mann. Zu den weiteren Opfern des Kibbuz zählten Marcelle Frailich Kaplun, Doktorin am Weizmann-Institut für Wissenschaften in Rechovot, und Vivian Silver, kanadisch-israelische Friedens- und Frauenrechtsaktivistin. Laut Augenzeugenberichten sollen Terroristen in erbeuteten israelischen Uniformen versucht haben, verschanzte Bewohner durch „IDF“-Rufe zum Verlassen ihrer Häuser zu bewegen. Zivilisten im Kibbuz blieben unter anderem mittels WhatsApp-Gruppen in Kontakt und warnten sich gegenseitig, bzw. versuchten Hilfe zu organisieren.

## Rückeroberung durch israelische Sicherheitskräfte

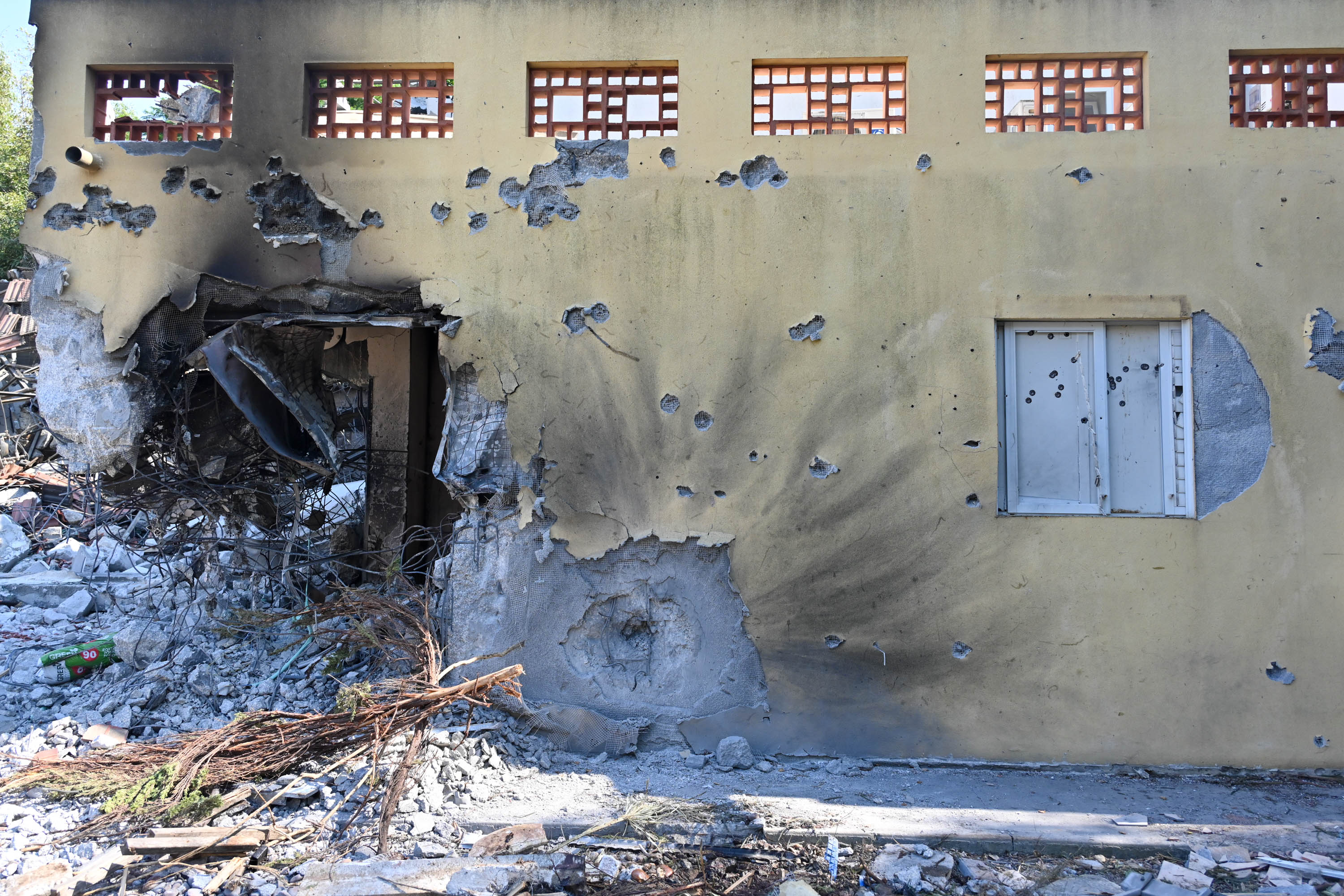
Eines der Häuser in Be'eri nach der Rückeroberung.

Generalstabschef Herzi Halewi beschloss unterdessen, Kommandeure für bestimmte Gebiete im Süden Israels zu ernennen, in denen Kämpfe stattfanden, um die Truppen zu koordinieren. Brigadegeneral Barak Hiram, der Kommandeur der 99. Division, wurde um 13 Uhr in das Gebiet von Beʾeri berufen, traf jedoch erst gegen 16:15 Uhr dort ein. Unterdessen versuchten Mitglieder der Eliteeinheit Sajeret Matkal, Beʾeri zu erreichen, mussten sich jedoch auf der Zufahrtsstraße Route 232 gegen Terroristen vorkämpfen und erreichten das Gebiet erst mit Verspätung. Während die Spezialeinheiten vorgingen, traf das 890. Bataillon der Fallschirmjäger-Brigade in Beʾeri ein und begann ebenfalls, den Kibbuz zu durchsuchen, ohne die Aktivitäten der anderen Einheiten zu kennen oder dass es im Vorfeld zu einer Koordinierung des Vorgehens gekommen wäre. Zum Schutz von Zivilisten achteten die Truppen darauf, nicht das Feuer zu eröffnen, es sei denn, sie befanden sich in einem direkten Kampf mit Terroristen. Zwischen 13:30 Uhr und 22:00 Uhr, lieferten sich die Truppen in Beʾeri eine Reihe von Feuergefechten mit Hamas-Terroristen. Unterdessen versuchte eine Gruppe von acht Polizisten, den Kibbuz von der Westseite aus zu umfahren, wurde jedoch von Terroristen in einem Hinterhalt überfallen und getötet. Zwischen 14 und 15 Uhr wurden die ersten Zivilisten in Beʾeri evakuiert, wobei die meisten jedoch erst gegen 18 Uhr abtransportiert werden konnten. Am frühen Nachmittag bestätigte das israelische Militär, dass es an mehreren Orten im Süden Israels, darunter bei Beʾeri, gegen Hamas-Terroristen kämpfe. Um 17 Uhr erreichten Panzer, darunter der von Oberst Nissim Hazan (ניסים חזן Nīssīm Chasan) gefahrene, Beʾeri und begannen zusammen mit den anderen anwesenden Kräften, das Gebiet abzusuchen.
Rund 17 Stunden nach Beginn des Angriffs teilten Sicherheitskräfte mit, dass alle im Ort festgehaltenen Geiseln befreit worden seien. Die vorwiegend von Truppen der 99. IDF-Division geführten Kämpfe in Beʾeri dauerten bis gegen Mittag des 9. Oktober, wobei die IDF erst am 11. Oktober die Säuberung des Kibbuz und der näheren Umgebung abgeschlossen hatten und dabei sporadisch immer wieder auf vereinzelte Terroristen getroffen waren. Divisionskommandeur Barak Hiram (ברק חירם Baraq Chīram) teilte mit, dass sich die Kämpfe als „sehr schwierig“ gestaltet hätten, da von Haus zu Haus vorgegangen werden musste, wobei Terroristen teilweise in israelischen Uniformen und verschanzt aus Schutzräumen heraus das Feuer eröffnet hätten. Der bei der Rückeroberung eingesetzte Generalmajor Itai Veruv beschrieb, dass die israelischen Soldaten während der Haus-zu-Haus-Durchsuchungen auch in vermeintlich bereits gesicherten Bereichen ständig von Terroristen angegriffen worden seien, welche sich einzeln oder in kleinen Gruppen versteckt gehalten hätten. Die Division habe in den Kämpfen mehrere Gefallene und Verwundete erlitten. Hiram teilte weiters mit, dass in Beʾeri die Leichen von über 100 Terroristen und 110 Israelis aufgefunden worden seien. 18 Terroristen seien lebend gefangen genommen worden.
Laut IDF-Untersuchungsbericht waren Polizisten und Soldaten aus mehr als 20 Einheiten an den Kämpfen in Beʾeri beteiligt, darunter die IDF-Eliteeinheiten Schaldag, Jahalom, Duvdevan, Sajeret Matkal, Schajetet 13, LOTAR und Oketz, sowie die Polizei-Spezialeinheiten JAMAM, JAMAS und MATPA. Am Abend des 7. Oktober befanden sich mehr als 730 Sicherheitskräfte bei Beʾeri im Einsatz. Im Zuge der Kampfhandlungen wurden 5 Mitglieder der Bereitschaftseinheit, 18 Soldaten und 8 Polizisten getötet.

### Geiselnahme im Haus von Pessi Cohen

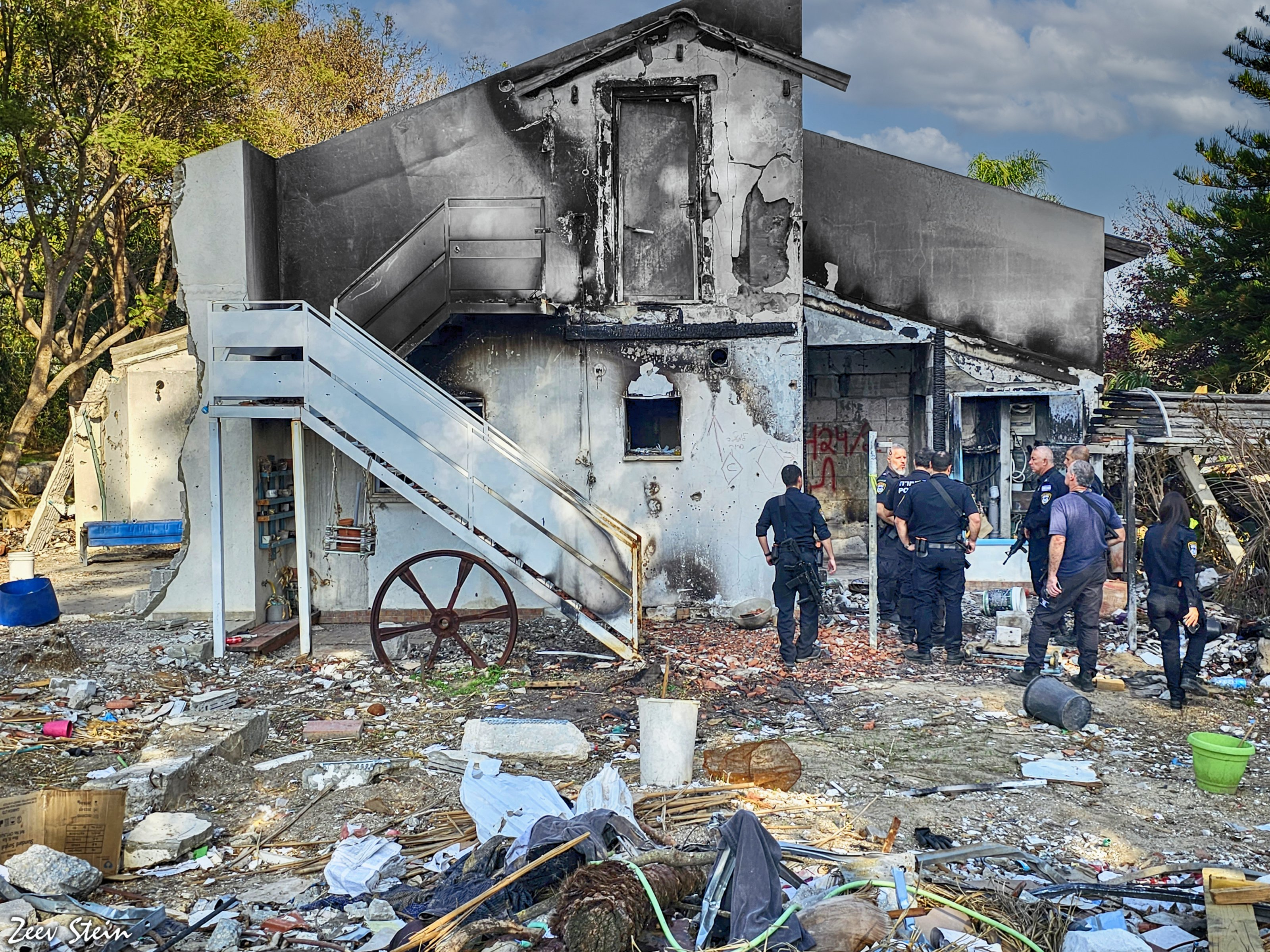
Das Haus von Pessi Cohen nach der Rückeroberung

Terroristen hatten im südlichen Viertel Beʾeris Zivilisten zusammengetrieben und in das Haus von Pessi Cohen gebracht, wobei sechs von ihnen im Hof festgehalten und neun weitere im Haus untergebracht wurden, von denen einer bereits tot war, wie aus den Ermittlungen hervorgeht. Um 15:08 Uhr ging ein erster Anruf bei der Polizei ein, in dem es um die Geiselnahme ging. Aufgrund eines Missverständnisses wurde eine Geiselnahme im Speisesaal des Kibbuz an die Truppen weitergeleitet, nicht in Cohens Haus. Um 15:59 Uhr rief einer der Terroristen, die die Geiseln in Cohens Haus festhielten, in einem vom Militär abgefangenen Anruf seine Vorgesetzten in Gaza an und teilte ihnen mit, dass die israelischen Streitkräfte eingetroffen seien. Als Hazans Panzer gegen 17 Uhr in der Gegend eintraf, zerstörte er mehrere Pickup-Trucks der Hamas, mit denen die Terroristen offenbar die aus Cohens Haus festgehaltenen Geiseln wegbringen wollten. Um 17:33 Uhr befahlen die Kommandeure von JAMAM und Schin Bet, nach erteilter Genehmigung durch Hiram, leichte Panzergranaten in der Nähe des Gebäudes und auf dieses abzufeuern, um die Terroristen im Inneren zur Kapitulation zu zwingen. Hazans Panzer schoss daraufhin die erste leichte Panzergranate auf den Weg, der zum Haus führte. Um 18 Uhr kam Hiram bei Cohens Haus an und sprach mit dem dortigen JAMAM-Kommandanten. Er befahl ihnen, innerhalb von 40 Minuten, bis Sonnenuntergang, die Situation bereinigt zu haben. Nach etwa 20 Minuten ging Hiram, um sich um andere Vorfälle in Beʾeri zu kümmern. Im Zuge der Belagerung verließ einer der acht Terroristen mit der 44-jährigen Geisel Yasmin Porat das Gebäude und ergab sich den Sicherheitskräften. Barak Hiram sprach später gegenüber der New York Times von einer komplexen Geiselnahmesituation, in der Bewaffnete der Hamas die Geiseln als menschliche Schutzschilde benutzt hätten. Um 18:26 Uhr riefen Hamas-Kommandeure in Gaza die Terroristen in Cohens Haus an und forderten sie auf, zu fliehen. Eine Minute später, um 18:27 Uhr, wurde eine zweite leichte Panzergranate abgefeuert. Um 18:32 Uhr erklärten die Terroristen ihren Kommandanten in Gaza, dass sie auf Leben und Tod kämpfen würden, und zwei Minuten später wurde eine dritte Granate abgefeuert. Diese prallte vom Boden ab und schlug knapp über der Tür von Cohens Haus ein, so die Untersuchung. Durch den Aufprall töteten Granatsplitter die 68-jährige Geisel Adi Dagan und verletzten seine 70-jährige Frau Hadas Dagan. Um 18:57 Uhr wurde eine vierte Granate abgefeuert, die auf das Dach zielte. Der Untersuchung zufolge sollte dies ebenfalls Druck auf die Terroristen ausüben, damit sie die Geiseln freilassen, und nicht darauf abzielen, jemanden im Inneren zu verletzen. Die Szenen wurden von einem Polizeihubschrauber aus aufgezeichnet und am 18. Dezember vom israelischen Sender Channel 12 News veröffentlicht. Um 19:57 Uhr hörten die Einsatzkräfte eine lange Schusssalve, dann herrschte Stille, und es konnten keine Geiseln mehr gehört oder gesehen werden. Die Spezialkräfte beschlossen daraufhin, das Haus zu betreten und lieferten sich ein Feuergefecht mit den darin verbliebenen Terroristen. Neben Yasmin Porat überlebte nur die 70-jährige Geisel Hadas Dagan. Beide sagten später in mehreren Interviews über ihre Erlebnisse der Ereignisse aus. Die Todesursache der 13 anderen Geiseln konnte noch nicht eindeutig geklärt werden, viele von ihnen wurden jedoch offenbar durch Schüsse getötet. Laut IDF-Untersuchung seien die meisten Geiseln wahrscheinlich von den Terroristen ermordet worden. Weitere Untersuchungen und Überprüfungen seien dazu notwendig. Der Vorfall im Haus von Pessi Cohen war eine von drei Geiselnahmen von Terroristen während des Angriffs vom 7. Oktober. Die anderen fanden in einem Haus in Ofakim und auf der Polizeiwache von Sderot statt.

## Nach der Rückeroberung
Beʾeri wurde zur militärischen Sperrzone erklärt und die rund 900 verbliebenen Bewohner in eine Hotelanlage am Toten Meer evakuiert. Auch die verbliebenen Tiere des Kibbuz wurden umgesiedelt.
Noch am 11. Oktober wurde Journalisten der Zutritt nach Beʾeri gewährt, um Zweifel an den durch die israelischen Behörden geschilderten Gräueltaten der Terroristen zu zerstreuen. Reporter berichteten, dass besonders der Westteil des Kibbuz schwer getroffen worden sei, wobei 28 von 34 Gebäuden der dortigen beiden Wohnviertel zerstört oder stark beschädigt worden seien. Selbst elf Tage nach dem Terrorangriff konnten noch Leichen aus den teilweise ausgebrannten Gebäuden geborgen werden. 15 Tage nach dem Angriff war erst rund ein Drittel der Privathäuser forensisch untersucht. Freiwillige halfen in Außeneinsätzen dem mit der Untersuchung von Leichen und Leichenteilen Hunderter Menschen äußerst beanspruchten Nationalen Zentrum für Forensische Medizin. Am 7. November wurde berichtet, dass Archäologen der Israel Antiquities Authority seit rund zwei Wochen die Bemühungen der IDF unterstützten, menschliche Überreste aus verbrannten Häusern und Fahrzeugen zu identifizieren, unter anderem in Beʾeri. Am 18. November, mehr als eineinhalb Monate nach dem Terrorangriff der Hamas, konnten mit Unterstützung der Archäologen die sterblichen Überreste eines verbrannten 12-jährigen Mädchens identifiziert werden. Das Mädchen, Liʾel Hetzroni (ליאל חצרוני Līʾel Chezrōnī), war eine der Geiseln in dem von einem israelischen Panzer beschossenen Haus gewesen.
Die Druckerei des Kibbuz blieb während des Angriffs unbeschädigt und konnte zehn Tage später wieder teilweise den Betrieb aufnehmen.
Noch im November wurde Beʾeri unter anderem vom EU-Außenbeauftragten Josep Borrell sowie dem britischen Außenminister David Cameron und dem irischen Außenminister Micheál Martin besucht.
Am 27. November besuchte der deutsche Bundespräsident Frank-Walter Steinmeier als erstes ausländisches Staatsoberhaupt, zusammen mit dem israelischen Präsidenten Jitzchak Herzog, Beʾeri und kündigte an, dass sich Deutschland mit sieben Millionen Euro am Wiederaufbau der zerstörten Kommune beteiligen werde. Gemeinsam mit Herzog wolle Steinmeier auch die Schirmherrschaft für den Wiederaufbau der Kunstgalerie und des Gemeinschaftszentrums im Kibbuz übernehmen.
Am 6. Januar 2024 gaben die IDF und der Inlandsgeheimdienst Schin Bet in einer gemeinsamen Erklärung bekannt, den Kommandeur des für das Massaker von Beʾeri verantwortlichen Nuseirat-Bataillons der Hamas, Ismail Siraj, zusammen mit dessen Stellvertreter Ahmed Wahaba, bei einem Luftangriff im Gazastreifen getötet zu haben.
Das israelische Militär kündigte am 5. Juni 2024 an, Anfang Juli 2024 die Untersuchung der Streitkräfte zum Angriff und den Kämpfen in der Grenzgemeinde Beʾeri vorzulegen, inklusive dem Vorfall, bei denen Panzer ein Gebäude beschossen, in dem die Hamas Geiseln festhielt. Die Ergebnisse der IDF-Untersuchung unter der Leitung des Generalmajors a. D. Mickey Edelstein zu dem Angriff und den Kämpfen am 7. Oktober in Beʾeri wurden am 8. Juli 2024 dem israelischen Generalstabschef Herzi Halewi vorgelegt. Dieser prüfte die Berichte bis 11. Juli 2024 und ließ sie anschließend den Kibbuz-Mitgliedern und den Familien der am 7. Oktober in Beʾeri Getöteten vorlegen. Die Präsentation erfolgte in einem der Hotels am Toten Meer, wo die Mitglieder von Beʾeri seit dem 7. Oktober untergebracht sind. Die Armee schickte zudem einzelne Vertreter zu den Familien der im Kibbuz Getöteten. Darüber hinaus werde eine Website eingerichtet, auf der die Ergebnisse öffentlich zugänglich gemacht werden.

### Wiederbesiedlung
Nachdem das Dorf von der Armee wieder freigegeben worden war, kehrten vier Monate nach dem Massaker 70 Bewohner zurück. Am 4. Juni 2024 gab die staatliche Tquma-Behörde bekannt, im Rahmen eines laufenden Restaurierungs- und Sanierungsplans mehrere zerstörte oder beschädigte Gebäude im Kibbuz Beʾeri bis 17. Juni abzureißen. Nach Abschluss der ersten Phase zu Beginn des Jahres, in deren Rahmen Privathäuser involviert waren, konzentriert sich die zweite Phase auf mehr als 20 Gemeinschaftsstrukturen wie das Nähstudio, die Kunstgalerie und Bildungseinrichtungen. Laut der Behörde sollen in Beʾeri über 100 neue Gebäude errichtet werden, bevor der Kibbuz im Laufe des Jahres 2025 wieder vollständig besiedelt werden soll. Am 24. Juni 2024 erfolgte die Grundsteinlegungszeremonie für das neue Stadtviertel Schikmim, welches 52 Gebäude umfassen soll. Die Evakuierten von Beʾeri würden laut Tquma-Behörde im August 2024 von der Hotelanlage in ein von der israelischen Regierung neu errichtetes Viertel im Kibbuz Chazerim ziehen und dort leben, bis sie nach Beʾeri zurückkehren könnten.

## Verbleib der Geiseln
Eine aus dem Kibbuz entführte 65-jährige Frau war am 16. November von IDF-Truppen im Rahmen ihrer Bodenoffensive im Gazastreifen in einem Gebäude in Gaza-Stadt tot aufgefunden worden.
Zwischen 25. November und 30. November, 49 bis 54 Tage nach ihrer Entführung, kam es im Zuge eines Waffenstillstandsabkommens zur Freilassung von im Gazastreifen festgehaltenen Geiseln. Im Gegenzug musste Israel inhaftierte Palästinenser freilassen. Unter den freigelassenen Geiseln waren 20 Menschen aus Beʾeri, ausschließlich Frauen und Kinder bzw. Jugendliche.
Am 1. Dezember gaben israelische Behörden bekannt, dass eine aus Beʾeri entführte 70-jährige Frau in der Gefangenschaft der Hamas verstorben sei. Am 9. Dezember bestätigten die Behörden auch den Tod eines aus Beʾeri entführten 25-jährigen Mannes in der Gefangenschaft der Hamas.
Am 1. Januar 2024 wurde der Tod eines als vermisst gemeldeten Angehörigen der Bereitschaftseinheit des Kibbuz bekanntgegeben. Der 56-Jährige war zu Angriffsbeginn am 7. Oktober beim Verlassen seines Hauses letztmals lebend gesehen worden.
Am 15. Januar 2024 gab die Hamas bekannt, dass zwei ihrer Geiseln, Männer im Alter von 38 und 53 Jahren, durch israelische Luftangriffe im zentralen Gazastreifen getötet worden seien. Am nächsten Tag wurde von israelischer Seite bestätigt, dass es sich bei den Männern um Bewohner des Kibbuz Beʾeri handle und dass ihre Leichen weiterhin im Gazastreifen festgehalten werden. Den Ermittlungen der IDF zufolge wurde einer der Männer wahrscheinlich durch den Einsturz eines Gebäudes getötet, das in der Nähe eines anderen Gebäudes lag, das vom Militär angegriffen wurde. Dennoch kam die IDF-Untersuchung zu dem Schluss, dass sie die Möglichkeit, dass beide Männer von ihren Entführern ermordet wurden, nicht ausschließen kann. Am 4. Dezember 2024 erklärten die IDF, sie hätten in einer gemeinsamen Operation mit dem Geheimdienst Schin Bet die Leiche des 38-Jährigen aus dem Gazastreifen geborgen.
Am 8. Februar 2024 folgte die Bekanntgabe, dass die Leiche eines 73-jährigen Mannes aus Beʾeri weiterhin im Gazastreifen festgehalten werde. Es wird angenommen, dass er zusammen mit seiner 63-jährigen Frau bereits am 7. Oktober ermordet worden war. Am Nachmittag des 31. August 2024 entdeckten israelische Soldaten bei der Durchsuchung eines Tunnelkomplexes in Rafah die Leichen von sechs israelischen Geiseln, darunter einer 40-jährigen Frau, welche am 7. Oktober 2023 aus Beʾeri entführt worden war. Die IDF teilten mit, dass die sechs Geiseln kurz vor dem Eintreffen der Truppen von der Hamas ermordet worden seien.
Im Zuge eines erneuten Waffenstillstands- und Geiselfreilassungsabkommens wurden am 8. Februar 2025, 491 Tage nach ihrer Gefangennahme und Verschleppung in den Gazastreifen, die beiden aus Beʾeri stammenden Männer Eli Scharabi und Ohad Ami freigelassen. Sharabi erfuhr erst nach seiner Rückführung in Israel, dass seine Ehefrau und seine beiden Töchter im Alter von 16 und 13 Jahren am 7. Oktober 2023 ermordet worden waren. Sein Bruder Yossi war einer der am 15. Januar 2024 für tot erklärten Geiseln, welche vermutlich durch einen israelischen Luftangriff getötet wurden.
Am 22. Februar 2025, 505 Tage nach seiner Entführung aus Beʾeri, wurde der israelisch-österreichische Doppelstaatsbürger Tal Shoham von der Hamas in Rafah an das Rote Kreuz übergeben und dann nach Israel gebracht. Shoham war am 7. Oktober 2023 aus dem Haus der Eltern seiner Frau Adi entführt worden, während Adis Vater und Onkel ermordet wurden. Adi und die beiden Kinder des Paares, Naveh und Yahel, wurden während des ersten Waffenstillstands im November 2023 freigelassen.
Die am 7. Oktober 2023 in Be’eri ermordeten Zivilisten Ofra Keidar und Jonathan Samerano wurden in der Nacht auf den 22. Juni 2025 in einer gemeinsamen Operation des Militärs und des Schin Bet aus dem Gazastreifen geborgen und nach Israel zurückgebracht.